# Beta Circini
Beta Circini(β Circini, förkortat, Beta Cir, β Cir), som är stjärnans Bayer-beteckning, är en stjärna med visuell magnitud 4,057 i Cirkelpassarens stjärnbild. Baserat på parallaxmätning inom Hipparcosuppdraget på ca 35,2 mas, beräknas den befinna sig på ett avstånd på ca 97 ljusår (ca 28 parsek) från solen.

## Egenskaper
Beta Circini är en gul till vit stjärna i huvudserien av spektralklass A3 Va . Den har en radie som är omkring 30 procent större än solens och utsänder från dess fotosfär ca 19 gånger mera energi än solen vid en effektiv temperatur av ca 8 700 K.

### Planetsystem
Beta Circini har som följeslagare en avlägsen  brun dvärg, Beta Circini b, på ett avstånd av 6,656 AE. Dess yttemperatur är 2 084 K och massan beräknas till 56 ± 7 jordmassor (M⊕).